# Prionolabis rufibasis sedula
Prionolabis rufibasis sedula is een ondersoort van de tweevleugelige Prionolabis rufibasis uit de familie steltmuggen (Limoniidae). De soort komt voor in het Nearctisch gebied.